# Crna crvenrepka
Crna crvenrepka (lat. Phoenicurus ochruros) mala je vrsta ptice iz reda ptica pevačica.

## Opis vrste
Mužjak je crn sa belom površi na krilima, a ženka prljavo siva. Oba pola imaju riđi rep. Veličina je 13 - 15cm.

## Rasprostranjenje
Rasprostranjena u centralnoj i južnoj Evropi, Maloj Aziji, na Kavkazu, u delu severne Afrike, centralne Azije i Bliskog Istoka. Severne populacije se zimi pomeraju ka jugu (u južnu Evropu, severnu Afriku, Bliski Istok i južnu Aziju). Izvorno stanište vrste su planinski kamenjari, klisure i litice, dok je danas redovna i brojna u naseljenim mestima i u blizini različitih objekata izgrađenih od strane čoveka.

## Galerija
- Phoenicurus ochruros gibraltariensis

## Spoljašnje veze
- Phoenicurus ochruros на BirdLife.org (језик: енглески)
- „Crna crvenrepka”. Internet Bird Collection.
- Crna crvenrepka фото галерија на VIREO (Drexel University)
- Интерактивна мапа на IUCN Red List maps
- Crna crvenrepka media at ARKive